# العمامة المكولسة
العمامة المكوّلسة أو المكوّرة هي عمامة اسطوانية الشكل تُعطى لفئة قليلة من المشايخ في طائفة الموحدون الدروز، وهم المشايخ اللّذين اتُفق على تقواهم وصحّة مسلكهم الديني من قبل المجتمع الديني الدرزي. تختلف العمامة المكوّلسة عن العمامة العادية المكوّنة من طربوش أحمر وحوله لفّة بيضاء؛ فالعمامة العادية تُعطى لعدد كبير من رجال الدين الدروز بعد تعلمهم للمسك التوحيدي بشكل جيد. خلال المئة عام الفائتة كان عدد الدروز اللذين تعممّوا بهذه العمامة اثنين وعشرين رجل دين.

## تاريخ العمامة المكوّلسة
غالباً ما يتم الخلط بين المشايخ أصحاب العمائم المُدوّرة وشيخ العقل؛ إلاّ أنّ لعمامة المكوّلسة لا تُعطى إلاّ لقلّة من المشايخ المُتميزين عن غيرهم بالتقوى والورع ويكوّن هذا التمييز بإجماع أهل الطائفة والهيئة الدينية وبينهم شيخٌ مُعمم حيث تُلّبس العمامة من قبلِ شيخٍ معممٍ بها.
وفق روايات الدروز فإن تاريخ هذه العمامة يعود لزمنٍ قديم

### الحاصلين على العمامة منذ العشرينات حتّى الآن
إلباس العمامة المكوّلسة أو المكوّرة في التاريخ الحديث كان بعد إعادة بناء خلوات البياضة في عشرينات القرن العشرين حيث انتُخبت هيئة دينية وكان من بين قراراتها الأولى تتويج المشايخ الأتقياء واللذين اتُفق على صحّة مسلكم الديني بهذه العمامة، ومنذ ذلك الوقت اتُفق على أحقية اثنين وعشرين شيخ درزي بها وتنازل عنها ثلاثة من باب التواضع (حسب التقالبد الدرزية) وارتداها تسعة عشر شيخاً فقط
| الرقم | الشخص                | تاريخ الإعطاء    | المُعطي         | ملاحظات                              |
| ----- | -------------------- | ---------------- | -------------- | ------------------------------------ |
| 1     | سعيد العقيلي         | -                | غير معروف      | في عشرينات القرن العشرين حسب التقدير |
| 2     | محمود فرج            | -                | سعيد العقيلي   | في عشرينات القرن العشرين حسب التقدير |
| 3     | أمين طريف            | 1931             | محمود فرج      |                                      |
| 4     | سلمان نصر            | 1931             | محمود فرج      |                                      |
| 5     | منهال منصور          | 1931             | محمود فرج      | تنازل عنها                           |
| 6     | سلمان خطيب نصر الدين | 1931             | محمود فرج      | تنازل عنها                           |
| 7     | علي حمادة طريف       | 1931             | محمود فرج      | تنازل عنها                           |
| 8     | أسعد الصايغ          | 1933             | محمود فرج      |                                      |
| 9     | عارف حلاوي           | 1933             | محمود فرج      |                                      |
| 10    | سعيد شهيب            | 1933             | محمود فرج      |                                      |
| 11    | سعيد خطار            | 1933             | محمود فرج      |                                      |
| 12    | محمود العنداري       | 1933             | محمود فرج      |                                      |
| 13    | نجيب أبو حمزة        | 1933             | محمود فرج      |                                      |
| 14    | جواد ولي الدين       | 5 أذار 1988      | عارف حلاوي     |                                      |
| 15    | أسعد الصايغ          | 5 أذار 1988      | عارف حلاوي     |                                      |
| 16    | صالح العنداري        | 5 أذار 1988      | عارف حلاوي     |                                      |
| 17    | أمين أبو غنام        | تشرين الأول 2006 | جواد ولي الدين |                                      |
| 18    | أمين الصايغ          | تشرين الأول 2006 | جواد ولي الدين |                                      |
| 19    | امين مكارم           | كانون الاول 2022 | صالح العنداري  |                                      |
| 20    | منير بركة            | شباط 2023        | أمين الصايغ    | عُممّ بها في حفل ديني مع ثلاثة مشايخ   |
| 21    | منير القضماني        | شباط 2023        | أمين الصايغ    | عُممّ بها في حفل ديني مع ثلاثة مشايخ   |
| 22    | أمين العريضي         | شباط 2023        | أمين الصايغ    | عُممّ بها في حفل ديني مع ثلاثة مشايخ   |
| 23    | انور الصايخ          | شباط 2023        | امين الصايغ    | عُممّ بها في حفل ديني مع ثلاثة مشايخ   |
| 24    | هاني شهيب            | ٢٦ شباط 2023     | صالح العنداري  | تنازل عنها                           |
| 25    | سعيد فرج             | ٢٦ شباط 2023     | صالح العنداري  | تنازل عنها                           |
| 26    | سليمان ابو ذياب      | ٢٦ شباط 2023     | صالح العنداري  |                                      |
| 27    | حسن غنام             | ٢٦ شباط 2023     | صالح العنداري  |                                      |